# Karlovčić
Karlovčić (izvirno srbsko Карловчић) je naselje v Srbiji, ki upravno spada pod Občino Pećinci; slednja pa je del Sremskega upravnega okraja.

## Demografija
V naselju, katerega izvirno (srbsko-cirilično) ime je Карловчић, živi 988 polnoletnih prebivalcev, pri čemer je njihova povprečna starost 40,5 let (40,2 pri moških in 40,8 pri ženskah). Naselje ima 398 gospodinjstev, pri čemer je povprečno število članov na gospodinjstvo 3,12.
To naselje je, glede na rezultate popisa iz leta 2002, v glavnem srbsko, a v času zadnjih 3 popisov je opazen porast števila prebivalcev.
|  |

| Demografija | Demografija     | Demografija     |
| Leto        | Št. prebivalcev | Št. prebivalcev |
| ----------- | --------------- | --------------- |
|             |                 |                 |
|             |                 |                 |
|             |                 |                 |
|             |                 |                 |
| 1948        | 1470            |                 |
| 1953        | 1467            |                 |
| 1961        | 1412            |                 |
| 1971        | 1147            |                 |
| 1981        | 1103            |                 |
| 1991        | 1224            | 1216            |
| 2002        | 1259            | 1243            |
|             |                 |                 |

| Etnična sestava po popisu iz leta 2002 | Etnična sestava po popisu iz leta 2002 | Etnična sestava po popisu iz leta 2002 | Etnična sestava po popisu iz leta 2002 | Etnična sestava po popisu iz leta 2002 |
| -------------------------------------- | -------------------------------------- | -------------------------------------- | -------------------------------------- | -------------------------------------- |
| Srbi                                   | Srbi                                   |                                        | 1.112                                  | 89,46%                                 |
| Romi                                   | Romi                                   |                                        | 26                                     | 2,09%                                  |
| Jugoslovani                            | Jugoslovani                            |                                        | 10                                     | 0,80%                                  |
| Hrvati                                 | Hrvati                                 |                                        | 2                                      | 0,16%                                  |
| Slovenci                               | Slovenci                               |                                        | 1                                      | 0,08%                                  |
| Slovaki                                | Slovaki                                |                                        | 1                                      | 0,08%                                  |
| Rusi                                   | Rusi                                   |                                        | 1                                      | 0,08%                                  |
| Makedonci                              | Makedonci                              |                                        | 1                                      | 0,08%                                  |
| Bolgari                                | Bolgari                                |                                        | 1                                      | 0,08%                                  |
| Neznano                                | Neznano                                |                                        | 77                                     | 6,19%                                  |